# Coesula gibberosa
Coesula gibberosa là một loài tò vò trong họ Ichneumonidae.